# Amphioplus exsecratus
Amphioplus exsecratus is een slangster uit de familie Amphiuridae.
De wetenschappelijke naam van de soort werd in 1905 gepubliceerd door René Koehler.